# Heinrich Clam-Martinic
Heinrich Karl Clam-Martinic (Viena, 1 de enero de  1863-Klam, 1 de marzo de 1932) fue un conde austriaco que fue político y militar del Imperio austrohúngaro. Desempeñó el cargo de primer ministro de la mitad austriaca del imperio durante la Primera Guerra Mundial, desde el 20 de diciembre de 1916, poco después del fallecimiento del anciano emperador Francisco José (21 de noviembre).

## Primer ministro
Clam-Martinic era un aristócrata bohemio alemán cercano a la Iglesia católica que sirvió con distinción en la Primera Guerra Mundial. Cuando el nuevo y joven emperador le encargó la formación de un nuevo Gobierno el 20 de diciembre de 1916, ya había servido brevemente en calidad de ministro de Agricultura cisleitano y gozaba de experiencia parlamentaria, tanto en la Dieta bohemia como en la Cámara Alta austriaca. Carlos le otorgó la Presidencia del Gobierno con la esperanza de que atrajese a la Corona a parte de los descontentos checos. Se le consideraba buen orador y conciliador. En su efímero gabinete participaron famosas figuras austriacas como Karl Urban o Joseph Baernreither; este último era partidario de la conciliación con los checos y los eslavos meridionales del imperio.
Su gobierno tuvo que afrontar una grave situación interna debida a la guerra y tenía previsto reformar la Constitución y reunir de nuevo al Parlamento. El emperador deseaba democratizar parcialmente la política imperial ante lo acontecido en Rusia a comienzos de 1917. Clam-Martinic rechazó las exigencias de los diputados eslavos de federalizar el imperio, propuesta que tildó de utópica. Trató de atraerlos mediante el anuncio de nombramientos de ministros no alemanes, pero con escaso éxito, salvo entre los conservadores polacos. El Parlamento aprobó que los reos de tribunales militares podían solicitar un nuevo juicio en tribunales civiles, medida que socavó la autoridad militar y alentó a los políticos secesionistas. Dimitió menos de un mes después de volver a reunirse el Parlamento.
Sucedió en el cargo a Ernest von Koerber, pero su gobierno duró solamente hasta el 23 de junio de 1917. Le sucedieron en el puesto, por este orden: Ernst Seidler von Feuchtenegg (1917-1918), el barón Max Hussarek von Heinlein (1918) y Heinrich Lammasch (1918).
El 10 de julio de 1917, Clam-Martinic fue nombrado gobernador militar de la ocupada Montenegro, en sustitución de Viktor Weber Edler von Webenau; mantuvo el cargo hasta el final de la contienda. El 21 de febrero de 1918, el emperador Carlos lo nombró caballero de la Orden del Toisón de Oro.
Era miembro de la familia aristocrática homónima.